# Doornroosje (1959)
Doornroosje of De schone slaapster (originele titel Sleeping Beauty) is een Amerikaanse animatiefilm uit 1959, van Walt Disney Feature Animation. De film is in hoofdlijnen gebaseerd op het gelijknamige klassieke sprookje. Het was Walt Disneys zestiende avondvullende tekenfilm.
De film werd geregisseerd door Les Clark, Eric Larson, en Wolfgang Reitherman, onder toezicht van Clyde Geronimi.

## Verhaal
In een niet bij naam genoemd koninkrijk in de 14e eeuw regeren koning Stefan en zijn vrouw koningin Leah al vele jaren, maar ze hebben nog steeds geen troonopvolger. De vreugde in het land is dan ook zeer groot als hun dochtertje Aurora geboren wordt. Er wordt een groot feest gehouden. Ook aanwezig op dit feest is Hugo, de koning van het buurland. Zijn zoon, Filip, wordt alvast uitgehuwelijkt aan Aurora zodat hun twee koninkrijken ooit één groot rijk zullen worden. Aurora wordt tevens bezocht door de drie goede feeën, Flora, Fauna en Mooiweertje die haar elk een speciale gave willen schenken. Zodoende krijgt Aurora twee bijzondere gaven: ten eerste die van de schoonheid, ten tweede het vermogen om prachtig te kunnen zingen.
Dan komt onverwacht de boze fee Malafide, die in de verboden bergen woont, binnen. Kwaad omdat zij niet was uitgenodigd op het feest, spreekt ze een vloek uit over Aurora: op haar zestiende verjaardag zal de prinses sterven wanneer ze zich prikt aan de spoel van een spinnewiel. Deze vloek kan niet door iemand anders worden opgeheven. Mooiweertje, de blauwe goede fee, die haar gave nog niet aan Aurora had geschonken, doet echter wat ze kan en maakt met haar magie de vloek milder: in plaats van te sterven, zal Aurora in een diepe slaap belanden waaruit ze weer gewekt kan worden door een echte liefdeskus.
Koning Stefan laat uit voorzorg alle spinnewielen in het land verbranden, maar de feeën zijn bang dat dit niet voldoende zal zijn om de vloek tegen te houden. Ze komen met het plan om met Aurora onder te duiken in een huisje in het bos, en haar daar verborgen te houden tot haar zestiende verjaardag. Om te zorgen dat Malafide niks doorkrijgt, geven ze hun magie op en leven al die jaren als gewone mensen. Het plan lijkt te slagen, want tot de dag van Aurora’s zestiende verjaardag vindt Malafide haar niet. Het had ook een keerzijde; koning Stefan gaf Aurora als vermist op. De feeën geven Aurora de schuilnaam Doornroosje.
Juist op de dag dat de feeën eindelijk zullen onthullen wie ze werkelijk is, ontmoet Aurora prins Filip. Geen van beiden weet wie de ander werkelijk is, maar ze worden op slag verliefd. Die avond onthullen de feeën de waarheid aan Aurora en brengen haar terug naar het kasteel. Aurora is diep teleurgesteld als ze verneemt dat bij haar geboorte al is bepaald met wie ze zal trouwen, onwetend dat de persoon aan wie ze is uitgehuwelijkt dezelfde is als degene op wie ze verliefd is geworden. Prins Filip verkeert in dezelfde situatie, ook hij is teleurgesteld zonder te weten dat degene aan wie hij is uitgehuwelijkt juist het meisje is dat hij ontmoet heeft.
Buiten hun weten om heeft Malafides raaf het gesprek gehoord. Hij heeft bovendien wat toverpoeder uit de schoorsteen van het huisje zien komen; Flora en Mooiweertje konden het niet eens worden welke kleur Aurora's trouwjurk moest hebben, waarbij ze elkaars betoveringen steeds veranderden. Malafide gaat ook naar het kasteel en op de valreep laat ze de vloek toch nog uitkomen, door de nieuwsgierige Aurora naar een spinnewiel te lokken.
De feeën beseffen dat de man die Aurora in het bos had ontmoet prins Filip is, en dat hij de vloek kan verbreken omdat hij haar ware liefde is. Ze laten alle mensen in het kasteel in slaap vallen, zodat niemand iets zal merken en haasten zich terug naar het huisje omdat Aurora daar met Filip had afgesproken. Malafide is hen echter voor en laat de prins gevangennemen. Ze vertelt hem alles en komt met een nieuw plan; ze zal Philip net zo lang gevangen houden tot hij een stokoude man aan het eind van zijn leven is, en hem dan Aurora als die tegen die tijd ontwaakt nog eens laten ontmoeten.
De feeën gaan met gevaar voor eigen leven naar de verboden bergen en bevrijden de prins. Wanneer Malafide Filips ontsnapping opmerkt, probeert ze hem op elke mogelijke manier tegen te houden. Eerst legt ze een enorme haag van doornstruiken aan rond het kasteel, en daarna verandert ze zichzelf in een draak om de prins eigenhandig te bevechten. Filip slaagt er met hulp van de feeën, die hem een betoverd zwaard toesturen, echter in haar te doden.
Daarna haast Filip zich het kasteel in en kust Aurora. De vloek wordt verbroken en iedereen in het kasteel wordt weer wakker.

## Productie
Doornroosje was bijna de gehele jaren 50 van de 20e eeuw in productie. Het werk aan de film begon reeds in 1951. De eerste stemmen werden al opgenomen in 1952. 
Van 1953 tot 1958 werd het tekenwerk verricht, en de muziek werd gecomponeerd in 1957. Het is de laatste lange Disney-animatiefilm die gemaakt is met cellen die met de hand werden ingekleurd. Vanaf de volgende lange film, 101 Dalmatiërs (1961), zou hiervoor worden gebruikgemaakt van xerografie.
Omdat Disney al twee keer eerder een tekenfilm had gemaakt die was gebaseerd op een klassiek sprookje, Sneeuwwitje (1937) en Assepoester (1950), wilde hij dat deze film zich visueel goed zou kunnen onderscheiden van de vorige twee. De achtergronden kregen meer gedetailleerd en complexer tekenwerk dan in vorige films. Disneys vaste productieontwerper Ken Anderson had de leiding over het project. Eyvind Earle mocht de decors voor de film ontwerpen, en kreeg hierin van Disney veel vrijheid. Het schilderen van de gedetailleerde achtergronden in de film duurde dikwijls meer dan een week.
Voordat het tekenwerk begon, werd elke scène uit de film nagespeeld door acteurs om zo de tekenaars een goed uitgangspunt te geven van hoe de personages moesten bewegen. Voor de rol van prins Phillip speelde Ed Kemmer de scènes na. Helene Stanley was de liveactionreferentie voor prinses Aurora.

### Script en verhaallijnen
Voor het script van deze film baseerde Disney zich in grote lijnen op zowel op de versie van het oorspronkelijke sprookje zoals die in de 17e eeuw werd opgetekend door Charles Perrault als op de latere versie van de gebroeders Grimm, met enkele verregaande aanpassingen. Zo duurt bijvoorbeeld Aurora's magische slaap in de film slechts ongeveer één dag, terwijl ze in het oorspronkelijke sprookje 100 jaar lang slaapt. Ook hebben in het oorspronkelijke sprookje de meeste hoofd- en bijpersonages geen namen, in tegenstelling tot de personages in de film.
Oorspronkelijk zouden er zeven goede feeën voorkomen in de film, gelijk aan in het sprookje. Dit werd later teruggebracht tot drie. Walt Disney wilde eerst dat de drie feeën sterk op elkaar zouden lijken, maar tekenaars Frank Thomas en Ollie Johnston waren tegen dit plan omdat volgens hen dit niet interessant zou zijn voor het publiek.
Enkele scènes uit de film, zoals hoe Phillip gevangen wordt en later ontsnapt uit Malafides kasteel, waren oorspronkelijk uitgedacht voor Disneys allereerste lange animatiefilm, Sneeuwwitje. Hierin zou de prins volgens het oorspronkelijke script gevangen zijn genomen door Sneeuwwitjes slechte stiefmoeder. De slotscène waarin men Aurora en Phillip samen ziet dansen in de wolken, was oorspronkelijk gepland voor Sneeuwwitje en later voor Assepoester, maar belandde in geen van deze twee eerdere films.

### Inspiratiebronnen
De naam van de protagonist, Aurora, is afkomstig uit het originele ballet van Tsjaikovski. Haar schuilnaam Doornroosje is de naam waaronder het sprookje en de protagonist uit dit sprookje tegenwoordig beter bekend zijn. De naam van de prins, Phillip, was een naam die in het Amerika van de jaren 50 het meest bekend was.
Het kasteel van Doornroosje is gebaseerd op Slot Neuschwanstein in Beieren. Er werden onder andere castagnetten en een vlammenwerper gebruikt om het geluid van de vuurspuwende draak te creëren.

## Uitgave en latere geschiedenis
Bij de originele uitgave bracht de film 48 miljoen dollar op, waarmee het na Ben-Hur de meest succesvolle film van 1959 was. Ondanks het financiële succes kreeg de film gemengde reacties van critici. Men vond het verhaal te traag en de karakterontwikkeling niet sterk genoeg.
De film werd opnieuw uitgebracht in 1970, 1986, 1993, 1995 en in beperkte oplage in 2008. De totale opbrengst kwam uit op $478.22 miljoen.
Het kasteel uit de film is nadien een icoon geworden. Het is nagebouwd in drie Disneyparken: Disneyland (in Californië), Hong Kong Disneyland en in Disneyland Parijs. Het kasteel van het originele Disneyland had een ingebouwde attractie, namelijk een walkthrough door verschillende scènes uit de film. Deze attractie werd zelfs al vóór het uitbrengen van de film zelf geopend, omdat de Disney Imagineers er zeker van waren dat de film een succes zou worden. De attractie heeft daarna een turbulente geschiedenis gehad: ze werd verbouwd in 1977, gesloten in 2001 om vervolgens in 2008 weer in originele staat te worden heropend. Het kasteel in Disneyland Parijs heeft op de eerste verdieping een galerij die het verhaal van de film vertelt met behulp van glas-in-loodramen, wandkleden en beelden.

## Personages en stemmen
De film verscheen oorspronkelijk in het Engels, en is nadien tweemaal nagesynchroniseerd voor de Nederlandstalige markt. De originele Nederlandse nasynchronisatie komt uit 1959. Deze versie is ook in de bioscoop te zien geweest in 1970, 1979 en in 1986. Ook is deze versie in 1986 op VHS verschenen. In 1994 is de Nederlandse versie opnieuw ingesproken.
In de Nederlandstalige versie hebben veel van de personages andere namen gekregen dan in de Engelstalige versie. Soms kregen ze bij de tweede nasynchronisatie een andere nieuwe naam dan bij de eerste nasynchronisatie.
| Engels          | Stem             | Nederlands                               | Stem (1959)                                         | Stem (1995)               |
| --------------- | ---------------- | ---------------------------------------- | --------------------------------------------------- | ------------------------- |
| Princess Aurora | Mary Costa       | Prinses Aurora                           | Maria de Booy (spraak) Christine Spierenburg (zang) | Joke de Kruijf            |
| Prince Phillip  | Bill Shirley     | Prins Philip (1959) Prins Filip (1995)   | Coen Flink (spraak) Bert Robbe (zang)               | Edwin de Jongh            |
| Maleficent      | Eleanor Audley   | Mefistola (1959) Malafide (1995)         | Jenny Van Maerlant                                  | Jasperina de Jong         |
| Flora           | Verna Felton     | Flora                                    | Elly van Stekelenburg                               | Andrea Domburg            |
| Fauna           | Barbara Jo Allen | Fauna                                    | Liane Saalborn                                      | Diana Dobbelman           |
| Merryweather    | Barbara Luddy    | Prettigweertje (1959) Mooiweertje (1995) | Péronne Hosang                                      | Ingeborg Uyt den Boogaard |
| King Stefan     | Taylor Holmes    | Koning Stefan                            | Han König                                           | Ad Hoeymans               |
| King Hubert     | Bill Thompson    | Koning Hubert (1959) Koning Hugo (1995)  | Richard Flink                                       | Rudi Falkenhagen          |
| The Queen       | Verna Felton     | Koningin                                 | Enny Meunier                                        | Thera van Homeijer        |
| The Goon Leader | Bob Amsberry     | Hoofdman (1959) Leider (1995)            | Jan Apon                                            | Ruud Drupsteen            |
| The Herald      | Hans Conried     | Heraut                                   | Philip Bloemendal                                   | Bart Bosch                |
| The Narrator    | Marvin Miller    | Verteller                                | Wim Povel                                           | Vincent van Engelen       |

## Filmmuziek
Engelse soundtrack
1. Overture, gezongen door het koor
2. Hail to the Princess Aurora, gezongen door het koor
3. The Gifts of Beauty and Song, gezongen door het koor
4. I Wonder, gezongen door Mary Costa
5. Once Upon a Dream, gezongen door Mary Costa, Bill Shirley en het koor
6. Skumps, gezongen door Taylor Holmes en Bill Thompson
7. Sleeping Beauty, gezongen door het koor
8. Finale, gezongen door het koor

Nederlandse soundtrack (1959), vertaald door Wim Povel
1. Ouverture, gezongen door het koor
2. Heil onze Prinses Aurora, gezongen door het koor
3. Lied der Giften, gezongen door het koor
4. Waarom Toch, gezongen door Christine Spierenburg
5. Ik ken jou, gezongen door Christine Spierenburg, Bert Robbe en het koor
6. Plomp, gezongen door Han König en Richard Flink
7. Slaap nu, gezongen door het koor
8. Finale, gezongen door het koor

Nederlandse soundtrack (1995), vertaald door Jan Derk Beck
1. Ouverture, gezongen door het koor
2. Lang Leve Prinses Aurora, gezongen door het koor
3. Lied van de Gaven, gezongen door het koor
4. Hoe komt het, gezongen door Joke de Kruijf
5. Ik ken jou, gezongen door Joke de Kruijf, Edwin de Jongh en het koor
6. Proost, gezongen door Ad Hoeymans en Rudi Falkenhagen
7. Slaap zacht, gezongen door het koor
8. Finale, gezongen door het koor

Echter zijn beide Nederlandse soundtracks nooit uitgebracht. Van de 2e nasynchronisatie zijn wel twee liedjes uitgegeven. "Ik Ken Jou" is uitgegeven op Disney's Grootste Hits album en op Disney Princess Grootste Hits album. Op beide albums is het lied een klein beetje aangepast, namelijk is het in de vorm zoals het bij de track "Woodland Symphonie/Once Upon a Dream" is. Echter is het eerste instrumentale stuk van Woodland Symphonie weggehaald en zingt in het Nederlands Doornroosje mét de prins in plaats van alleen. Eerst hoort men een beginstuk, daarna gaat ze in de film zingen, maar hier is eerst nog drie seconden harp voordat ze gaat zingen. Zo'n soort track is ook gemaakt voor "A Blue Bird/I Wonder", maar deze is echter niet in het Nederlands. Het tweede lied dat van de 1995 versie is uitgegeven, is "Hoe Komt Het". Deze verscheen op Disney Princess Grootste Hits album. Hierbij is de track zoals hij op de huidige Originele Engelse Soundtrack te horen is (niet de eerste versie van de Engelse soundtrack). Eerst een instrumentaal van "Do You Hear That?" Daarna het lied. Op het Disney Princess Grootste Hits album heet de track "Hoor je dat?/Hoe Komt Het".

## Spin-offs en vervolgen
- In 2007 kreeg de film een vervolg via de direct-naar-video film Disney Princess Enchanted Tales: Follow Your Dreams. Deze bevat twee verhalen; een vervolg op Doornroosje, en een vervolg op Aladdin.
- De personages uit de film komen ook voor in Kingdom Hearts en Kingdom Hearts II.
- In 2014 kwam de film Maleficent in de bioscopen, waarin het sprookje wordt verteld vanuit het oogpunt van Malafide, met Angelina Jolie in de hoofdrol.

## Prijzen en nominaties
In 1959 werd Doornroosje genomineerd voor een Grammy Award in de categorie Beste Filmmuziek.
In 1960 werd de film genomineerd voor een Academy Award in de categorie voor beste muziek.
In 1980 werd de film genomineerd voor een Young Artist Award in de categorie Best Musical Entertainment Featuring Youth - TV or Motion Picture.

## Varia
Opmerkelijk aan deze film is dat het titelpersonage, prinses Aurora alias Doornroosje, in totaal minder dan 18 minuten te zien is.